# Eurázsiai hód
Az  eurázsiai vagy európai vagy közönséges hód (Castor fiber) Eurázsia legnagyobb, jellegzetes rágcsálófaja.
A Castor nem típusfaja.
Állománya a 19. században jelentősen megfogyatkozott, a védelmi intézkedéseknek köszönhetően azonban a 20. század folyamán korábbi elterjedési területének nagy részét visszafoglalta.
Kisebb testű rokona a kanadai hód.

## Előfordulása
A faj kiválóan alkalmazkodott a vízi életmódhoz, élőhelye a fás vízpart. Eredetileg Eurázsia nagy részén előfordult, de a 20. század elejére Európában alig maradtak állományai: a franciaországi Rhône és a németországi Elba egyes szakaszai mellett, illetve Norvégia déli részén, a Nyeman és a Dnyeper fehéroroszországi medencéjében és az oroszországi Voronyezs környékén. A hódok Szibériában is előfordulnak, és Mongólia területén is él egy kis populációjuk.
Az 1920-as években indultak meg az első visszatelepítési programok a skandináv és a balti területeken, amelyek aztán az 1980-as, 90-es években új lendületet kaptak Közép- és Dél-Európában is. Megmentése érdekében visszatelepítési programok folynak az Elba, a Duna és a Rhône vízgyűjtőjében, Skandinávia egyes részein, Bajorországban és Hollandiában, valamint sikeresen visszatelepítették Romániába, az Olt, a Maros és a Ialomița folyókba. A Brit-szigetekről már a 16. században kipusztult, de a  skót kormány 2008-ban beindította az ún. Skót hódkísérletet, amelynek keretében 2009 májusa és 2010 szeptembere között tizenhat, a norvégiai Telemark környékén befogott példányt engedtek el az argylli Knapdale közelében lévő tavakban. A visszatelepítési akció sikerrel zárult: 2016-ban bejelentették, hogy a hódok megtelepedtek Skóciában. (A fajt a skót kormányzat 2019-ben védetté is nyilvánította.) Az eurázsiai hód világállományának nagysága a 2020-as becslések szerint az 1,5 millió példányt közelíti.

### Magyarországi előfordulása
Magyarország hódállománya a 19. század közepére a vadászat miatt kipusztult, 1854-ben Ács mellett, a Concó-patakban észlelték utoljára. A faj Magyarországra való visszatérése a 20. század végén, 1991 körül kezdődött, az első példányok spontán módon érkeztek a Szigetközbe Ausztria irányából. Magyarországon 1996 és 2008 között zajlott visszatelepítési program, mely főként a Duna-Dráva területeit, a Hanság területét és a Tisza több szakaszát illetve a tapolcafői kiskerteket érintette. A hódok ma Magyarország minden folyóján és számos térségben az alkalmas vízfolyások döntő többségén is jelen vannak. A jelenlegi állomány kialakulásában a magyarországi visszatelepítések mellett az Ausztria és Horvátország irányából történő spontán terjedés is kiemelten fontos szerepet játszott. A visszatelepítés sikerét jelzi, hogy 2019 végére hazai állománya becslések szerint közel 8500 példányra nőtt. A közelmúltban a Duna budapesti szakaszán és a beletorkolló patakok vízében ismét otthonra találtak. Az állománynövekedés következtében egyre több konfliktus jelentkezik, melyek a fák kidöntésével, kisvízfolyásokon épült hódgátakkal és a hód általi üregásással vannak összefüggésben.
2019. december 9-én a Magyar Természettudományi Múzeumban sor került az első országos hódkonferenciára.

## Alfajai
- Castor fiber fiber
- Castor fiber albicus
- Castor fiber belorussicus
- Castor fiber birulai
- Castor fiber galliae
- Castor fiber orientoeuropaeus
- Castor fiber pohlei
- Castor fiber tuvinicus
- Castor fiber vistulanus

## Megjelenése

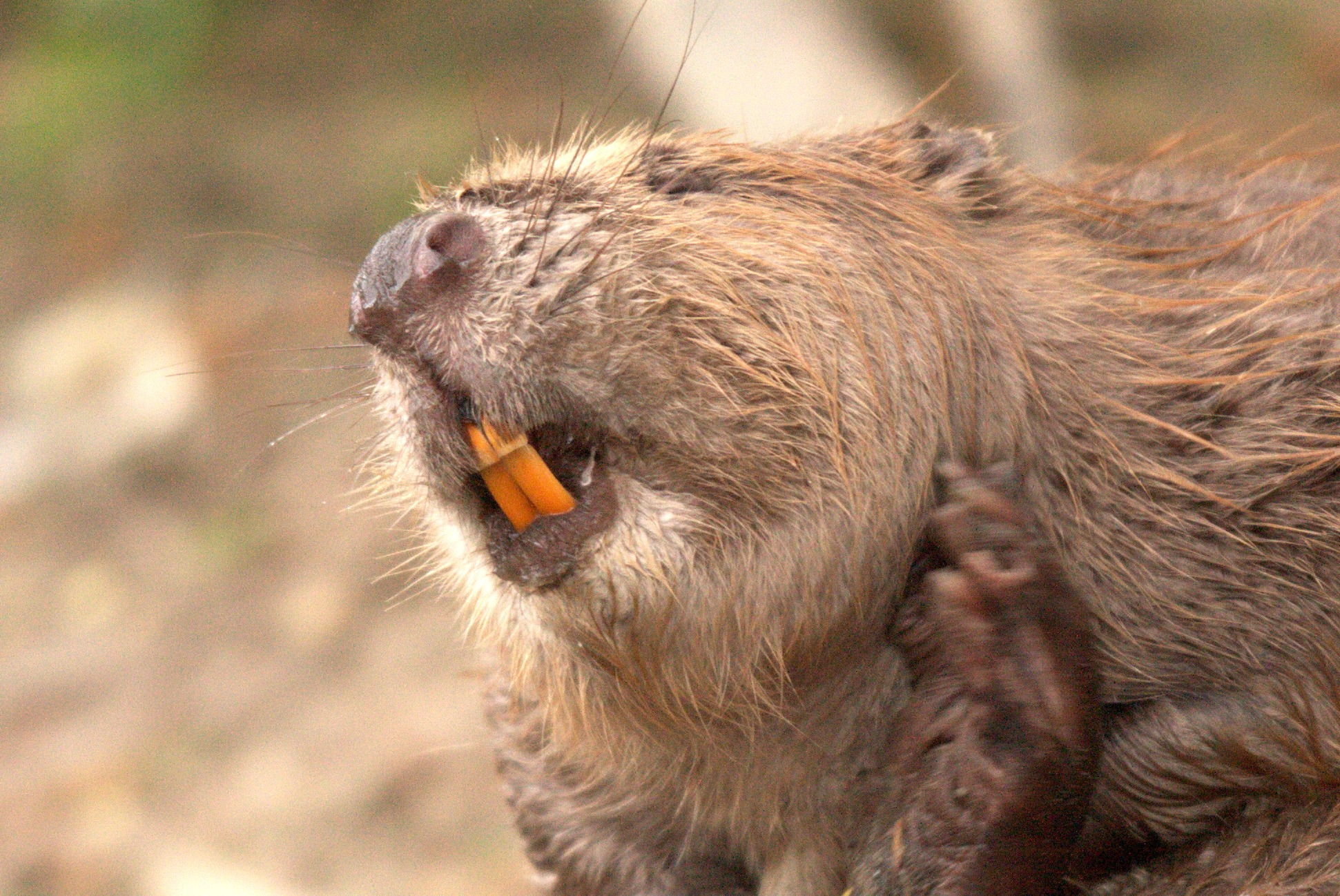
Portré

Eurázsia legnagyobb rágcsálójának testtömege 20–35 kilogramm, testhossza 75 centimétertől egy méterig terjedhet, amihez 30–40 centiméteres, lapos, pikkelyes farok csatlakozik. Barna bundája tömött, selymes és vízhatlan, szemei és fülei kicsik, orrát és fülét bőrlebennyel el tudja zárni a víz alatt. Hátsó lábain úszóhártya köti össze ujjait.

## Életmódja

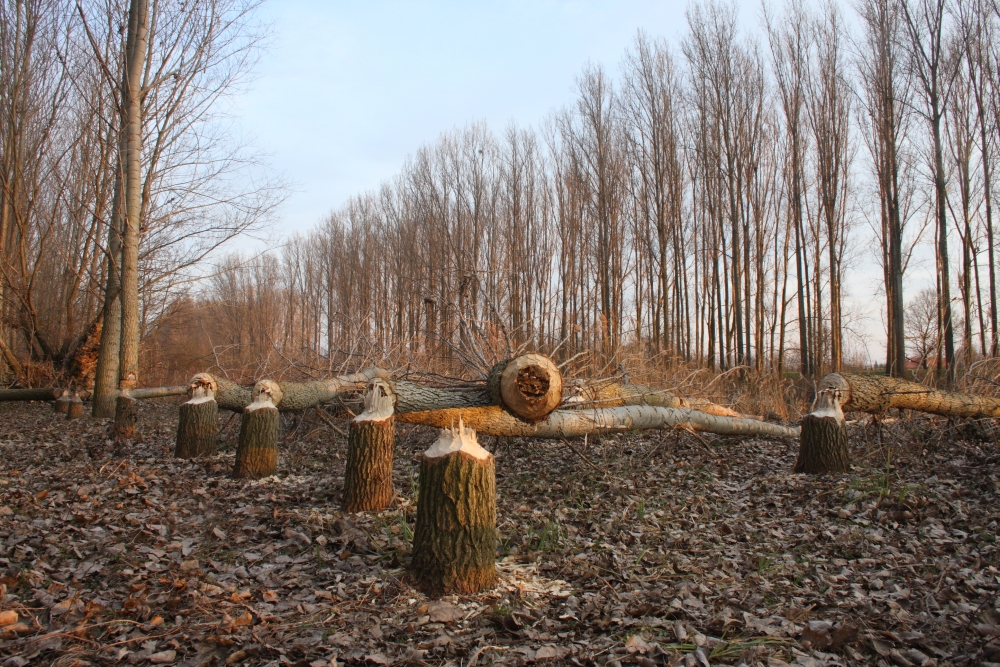
Hódok kidöntötte fák a Rábca mentén

A két hódfaj építési hajlama nem különbözik egymástól jelentősen, az építkezés a partjelleg és az élőhely hidrológiai viszonyainak függvénye. Az eurázsiai hód lakóüregét a partoldalban alakítja ki, de kanadai rokonához hasonlóan képes hódvárakat is építeni, amennyiben a part magassága vagy a talaj víztelítettsége ezt szükségessé teszi. Gátakat kisvízfolyásokon emel, annak érdekében, hogy biztosítsa a számára szükséges vízmélységet és kotorékának bejáratát víz alatt tartsa.
Üregeinek, várainak akár tizenegy méteres hosszúságot is elérő folyosórendszere a vízből nyílik. A lakóüreg bejáratának átmérője 50–80 centiméteres, itt 5–8 állat (egy szülőpár, a tavalyi és az idei alom) él. A család kisebb állandó territóriumot tart fenn a vízpart mentén, melynek határait szagjelzésekkel jelöli ki. 
A faj kizárólag növényi eredetű táplálékot (lágyszárúakat, fakérget és leveleket) fogyaszt, rágásnyomai árulkodnak jelenlétéről. Rágásra metszőfogai folyamatos növekedése miatt is szükség van.
A hód kiválóan úszik. Bundáját a végbélnyílás körül elhelyezkedő két szagmirigy váladékával teszi vízállóvá. Farkával kormányoz, úszóhártyás lábaival pedig előrelöki magát a vízben. Hátsó lábainak második karma speciális bundatisztító karommá módosult. Fajtársaival hang- és szagjelzésekkel, veszélyhelyzet esetén a vízfelszínre mért farokcsapással kommunikál.
Első számú természetes ellensége a szürke farkas.

## Szaporodása
A hód számára a tél nem a téli álom, hanem a szaporodás időszaka. A monogám szülők 105–107 napos vemhességet követően együtt gondozzák és táplálják egy-két utódukat. A fiatalok már születésük után látnak és a szőrzetük is fejlett, úszni azonban még nem tudnak. Elválasztásra kb. háromhetes korban kerül sor. A kölykök az ivarérettség eléréséig, azaz mintegy két-két és fél évig szüleikkel maradnak. Az európai hód akár 15–17 évig is élhet.

## Természetvédelmi helyzete

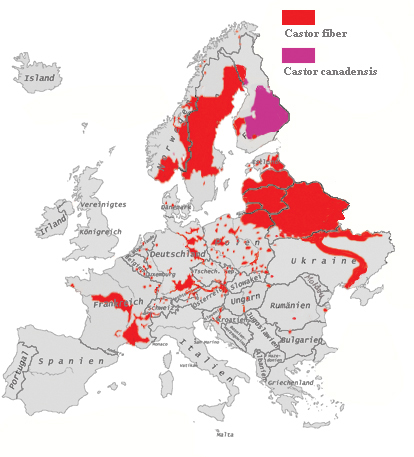
A hódok elterjedése Európában; a piros foltok jelölik az eurázsiai hód elterjedési területét, míg a lilák a betelepített kanadai hód állományait

Az európai hódokra régebben húsukért, pézsmájukért és prémjükért vadásztak, illetve vizes élőhelyeik beszűkülése és a kanadai hódok betelepítése jelentette versengés fenyegette őket. Mára azonban a széles körben megvalósított át- és visszatelepítéseknek és egyéb védelmi intézkedéseknek köszönhetően szerte Európában terjeszkedőben vannak, létszámuk növekszik. Élőhelyének nagy részéről (Franciaországból, Ausztriából, Lengyelországból) a konkurens kanadai hódok is eltűntek, az Oroszországban és Finnországban megmaradt állományokat pedig szigorú ellenőrzés alatt tartják, és nem engedik terjeszkedni. Magyarországon 1988 óta védett, természetvédelmi értéke 50 000 forint.

## A hódhús
A hód vöröses húsa magas tápértékű. Gyakran pácolják egy-két napig. Főzés esetén lassan kell elkészíteni, hogy minél jobban megpuhuljon. Húslevesnek és pörköltnek kiváló alapanyag. Ízre többnyire marhára emlékeztet, bizonyos esetekben sertésre, amely összefüggésben van az élőhelyének minőségével. A hód zsírját is hasznosítják, bár azokon az állatokon nagyobb a zsírréteg, amelyeket télen ejtenek el, ugyanis ekkor halmozzák fel szervezetükben a legtöbb felesleget. Külön csemegének számít a hód vastag lapos farka, amely sok zsírt tartalmaz.
A hódhús tartalmaz káliumot, foszfort, valamint A, C, B1, B2 vitaminokat, szelént, magnéziumot, vasat és kalciumot. A marhahússal ellentétben jóval több omega-3 zsírsavval bír, így a legegészségesebb vöröshúsok között van, bár koleszterintartalma így is magas.
Függetlenül az állat korától a hódhús eléggé rágós, ha nem pácolják, vagy nem főzik meg alaposan. Védettsége miatt vadászata korlátozott, kereskedelmi terjesztésben pedig mindenütt drágán lehet hozzáférni a hódhúshoz.